# Giovanni Battista Cambiaso
Giovanni Battista Cambiaso, né le 19 juillet 1711 à Gênes et mort le 23 décembre 1772 à Gênes, est un homme politique italien, 171e doge de Gênes du 16 avril 1771 au 23 décembre 1772, date de sa mort avant la fin normale de son mandat.

### bibliographie
- (it) Sergio Buonadonna et Mario Mercenaro, Rosso doge. I dogi della Repubblica di Genova dal 1339 al 1797, Gênes, De Ferrari, 2007